# Harold Henry Blake
Harold Henry Blake (1 de agosto de 1883 a 1960). Fue un comandante militar británico y oficial médico.
Blake nació en Great Yarmouth, con los médicos de ambos lados de su familia, y fue educado en Framlingham Colegio. Se graduó de la Universidad de Durham y entró en la Royal Army Medical Corps en 1908, pasando a ser un cirujano en el Hospital del Cáncer, Brompton. Durante la Primera Guerra Mundial sirvió en Francia y Bélgica. Entre las dos guerras, se desempeñó en el Lejano Oriente, incluyendo períodos en China y Hong Kong.
En 1943, Blake se convirtió en el superintendente del Hospital de Stoke Mandeville, donde entró en contacto con el especialista en ortopedia pionero Dr. Ludwig Guttmann. Bajo su gestión, se revolucionó el tratamiento de pacientes con lesiones de la médula.
El mayor general Blake aparece como un personaje en la producción de la BBC de 2012, Los mejores hombres, interpretado por Nicholas Jones.